# Blues africano
El Blues africano es un  subgénero de blues, caracterizado por la utilización de instrumentos musicales clásicos de blues e instrumentos tradicionales africanos en sus interpretaciones.

## Intérpretes destacados
- Abana Ba Nasery
- Afel Bocoum
- Ali Farka Touré
- Amadou et Mariam
- Boubacar Traoré
- Carlton Rara
- Demi Evans
- Dominic Kakolobango
- Ilene Barnes
- Issa Bagayogo
- Keziah Jones
- Lobi Traoré
- Luis Morais
- Mama Sissoko
- Mangala
- Marlene Dorcena
- N'Gou Bagayoko
- Ras Smaïla
- Tany Manga
- Tao Ravao y Vincent Bucher
- Tinariwen
- Zeynab